# 伊勢信用金庫
伊勢信用金庫（いせしんようきんこ）は、かつて三重県伊勢市に本店を置いていた信用金庫。

## 沿革
- 1927年（昭和2年）6月20日 - 産業組合法に基づく「有限責任宇治山田庶民金庫」を設立する。
- 1927年（昭和2年）8月1日 - 業務を開始する。
- 1943年（昭和18年）4月1日 - 市街地信用組合法による信用組合「宇治山田庶民信用組合」に改組する。
- 1950年（昭和25年）4月1日 - 中小企業等協同組合法による信用組合「宇治山田信用組合」に改組する。
- 1952年（昭和27年）6月14日 - 信用金庫法による信用金庫「宇治山田信用金庫」に改組する。
- 1955年（昭和30年）8月1日 - 宇治山田市が伊勢市に改称されたことに伴い「伊勢信用金庫」に改称する。
- 1961年（昭和36年）10月2日 - 松阪信用金庫と合併し「松阪伊勢信用金庫」となる。